# 商船大学線
愛称商船大学線（しょうせんだいがくせん）こと神戸市道商船学校線（こうべしどうしょうせんがっこうせん）とは神戸市東灘区の東部を南北に走る幅員22mの市道であり、神戸大学海事科学部（旧・神戸商船学校）に隣接する国道43号商船大前交差点から北に伸び、深江薬王寺踏切で阪神本線と交差、東西に流れる要玄寺川を白鴎橋で越えたところで鳴尾御影線と交差し（白鴎橋交差点）、籾取交差点で国道2号と交差、JR東海道本線と立体交差し、森北町三丁目交差点で山手幹線に立体交差し、そこから北は未成道路である本山山手線の一部として芦屋市内山麓へ抜ける。

## 歴史
- 昭和2年（1927年）3月公告の『一等大路第三類第二十八号線（幅員22メートル）』として、山手幹線の一部区間とともに計画される[1]。
- 戦前（本庄村・本山村時代）の耕地整理でほとんどの区間が作られる。
- 戦災復興事業により阪神電鉄線と第二阪神国道（国道43号）の間ができる。
- 昭和48年（1973年）9月、国鉄（現・JR）線との立体交差が地上を走る国鉄の下を商船学校線が通り抜ける形で完成した。これにより西側の中野踏切が廃止され、その場所に国鉄を跨ぐ人道橋ができた。